# 双朋西乡
双朋西乡，是中华人民共和国青海省黄南藏族自治州同仁市下辖的一个乡镇级行政单位。

## 行政区划
双朋西乡下辖以下地区：
双朋西村、还主村、协智村和宁塔村。